# Kungliga Svenska Balettskolan

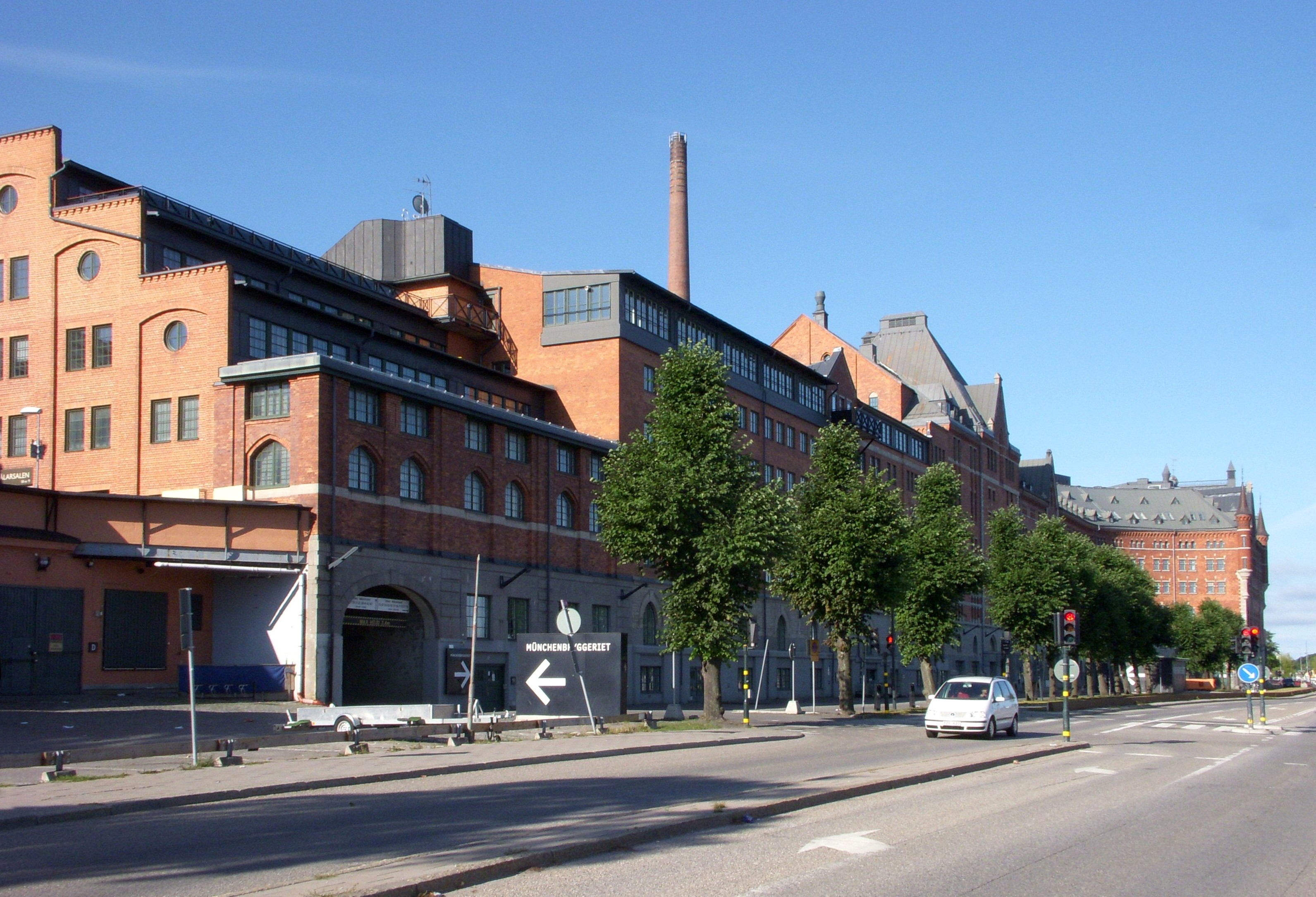
Münchenbryggeriets fasad mot Söder Mälarstrand.

Kungliga Svenska Balettskolan i Stockholm är en spetsutbildning på grund- och gymnasienivå som utbildar dansare från årskurs 4 till och med gymnasiet. Utbildningen omfattar såväl klassisk balett som modern dans samt improvisation och koreografi. Gymnasieskolans uppgift är att utbilda professionella dansare. Utbildningen bedrivs med två inriktningar, Klassisk inriktning och Modern inriktning. Gymnasieskolan ger eleverna grundläggande behörighet för studier vid högskola eller universitet. För att söka till grundskolan krävs inga särskilda förkunskaper, men ett lämplighetstest genomförs. För att antas till gymnasiet krävs tidigare danserfarenhet och godkänt antagningsprov. Gymnasieutbildningen bedrivs vid Riddarfjärdens gymnasium i Münchenbryggeriet i Stockholm.
Kungliga Svenska Balettskolan har sina rötter i en tradition som går tillbaka till Gustav III:s opera och den utbildning som sedermera hette Operans Balettelevskola. Balettskolan samarbetar regelbundet med Kungliga Operan och redan som barn uppträder eleverna på operans scen.
För att få fortsätta till årskurs sju på grundskoleutbildningen måste eleverna uppfylla utbildningens lärandemål för årskurs 6 (vilket bedöms av lärare), samt även klara ett färdighetsprov som bedöms av en oberoende expertjury; ett gallringsförfarande som kritiserats i medierna. Detta krav infördes i en förordning av skolminister Jan Björklund, enligt honom på initiativ av Kungliga svenska balettskolan.